# Wilhelmine Kekelaokalaninui Widemann Dowsett
Wilhelmine Kekelaokalaninui Widemann Dowsett, född 1861, död 1929, var en amerikansk-hawaiiansk politisk aktivist. 
Hon var 1912 en av grundarna av den första föreningen för kvinnlig rösträtt på Hawaii, National Women's Equal Suffrage Association of Hawaii, och var sedan dess ordförande. 